# Avenija Dubrovnik
Avenija Dubrovnik (doslova Dubrovnická třída) je monumentální třída, která se nachází v chorvatské metropoli Záhřebu, na sídlišti Nový Záhřeb. Je orientována v západo-východním směru; má 6-8 jízdních pruhů a tvoří osu sídliště. Dlouhá je okolo 4 km, v jejím středu je vedena tramvajová trať.
Denně ji využívá okolo 40 tisíc lidí.
Třída byla vybudována v 50. letech 20. století jako součást plánu sídliště Nový Záhřeb. Byla víceméně vymezena jižním okrajem záhřebského výstaviště, jehož realizace stavbě sídliště předcházela. V západní části nesla během existence socialistické Jugoslávie název Avenija Borisa Kidriča a v části východní potom název Avenija VIII. partijske konferencije.